# Il falegname di Livonia
Pietro il Grande zar di tutte le Russie ossia Il Falegname di Livonia (Pedro, o Grande, czar de toda a Rússia, aliás, o carpinteiro de Livonia) é uma ópera buffa do compositor italiano Gaetano Donizetti. Composta em 1819, a ópera tem dois atos e libreto de Gherardo Bevilacqua-Aldobrandini. O libretto foi parcialmente baseado no libreto de Felice Romani para a ópera Il falegname di Livonia de Giovanni Pacini, que tinha sido apresentada no Teatro alla Scala de Milão em 12 de abril de 1819. Outra fonte foi a comédia de Alexandre Duval com o título Le menuisier de Livonie, ou Les illustres voyageurs (1805).
Il falegname di Livonia teve a sua estreia em 26 de dezembro de 1819 na abertura da época de Carnaval 1819-1820 no Teatro San Samuele em Veneza. Foi a quarta das óperas compostas por Donizetti a ser executada em vida do compositor, e a primeira a ter mais que uma produção. Teve sete encenações até 1827, quando foi pela última vez levada a cena no século XIX.